# Howenh
En la mitología selknam, los howenh o hóowin son los antepasados que habitaron la Tierra durante la era mitológica. Los selknam no reconocían a los howenh como dioses propiamente tales, sino como antepasados mitológicos, ya que la única divinidad como tal es Temáukel. No obstante, de acuerdo a sus características, los howenh cumplen los requisitos para ser considerados deidades.

## Era de los howenh
La era mitológica o era de los howenh comienza con la llegada de Kenos a la Tierra primitiva. Posterior a este acontecimiento, los howenh poblaron la Tierra y poco a poco fueron dándole forma. El fin de esta era está marcado por la instauración de la muerte tal y como la conocemos. Este hito marca el inicio de la era de los seres mortales.

## Características
Los howenh constituyen las grandes fuerzas de la naturaleza, como el sol, el mar o el viento, aunque antes de transformarse en dichos elementos, existían como humanos, siendo su comportamiento idéntico al de estos y,  durante su existencia como tales, desarrollaban labores propias del ser humano.

## Principales howenh

### Howenh del Kamuk: Cielo Norte
- Kojh: Dios del mar. Es considerado como el howenh más poderoso que haya existido.[2]
- Kwányip: Se le considera el instaurador de la muerte tal y como la conocemos. También distribuyó uniformemente el día y la noche.
- O’oke: Diosa de la tempestad. Hermana de Kojh.

### Howenh del Keikruk: Cielo Sur
- Čénuke: Sucesor de Kenos en su labor de resucitar a los howenh de su estado de muerte temporal o sueño senil.
- Josh: Dios de la nieve. Hermano de Kre.[3]
- Kre: Diosa de la luna. Esposa de Kren.
- Akáinik: Dios del arcoíris. Hermanastro de Kre.[2]

### Howenh delWintek: Cielo Este
- Kenos: Primero de los howenh en habitar la Tierra. Es el dios creador, organizador, terraformador y civilizador, siendo la deidad más importante luego de Temáukel. Fue enviado por éste desde la Cúpula Celeste a la Tierra primitiva, con la misión de organizarla.[2]

### Howenh del Kenénik: Cielo Oeste
- Kren: Dios del sol. Marido de Kre.
- Shenrr: Dios del viento. Hermano de Kren.[3]